# باسيليسك توم ريدل
باسيليسك توم ريدل (بالإنجليزية: Tom Riddle's Basilisk)‏ مخلوق خيالي في سلسلة هاري بوتر للمؤلفة البريطانية جيه كيه رولينغ ظهر في كتاب هاري بوتر وحجرة الأسرار. الباسيليسك هو الوحش الكامن في حجرة الأسرار لألف سنة، استولده سالازار سليذرين قبل ألف عام من الزمن الحاضر في السلسلة، وأودعه حجرة الأسرار قبل رحيله النهائي عن هوغوورتس، ليأتي وريثه توم ريدل بعد ألف عام ويفتح الحجرة ليتحكم في الباسيليسك. يطيع الباسيلسك توم ريدل فقط، ومهمته الأساسية هي قتل سحر ذوي الأصول غير السحرية في مدرسة هوغوورتس، لكن توم ريدل غير مهمة الباسيلسك في 1993 ليصبح قتل هاري بوتر هو غرضه الأول.

## وصف الباسيلسك
الباسليك حيوان متوحش يعد الأخطر على وجه الأرض ، هو حية تعيش آلاف السنين وتبلغ أحجامًا عملاقة، لا يولد الباسيلسك بشكل طبيعي وإنما يُستولد، وأول من استولده كان الساحر الإغريقي هيربو البغيض  من بيضة دجاجة رقدت عليها ضفدعة، ثم استولده سالازار سليذرين الذي كان لسان ثعبان ليكون وحش حجرة الأسرار.
يقتل الباسيلسك ضحيته بأساليب غريبة، فإلى جانب أنيابه السامة الحادة، فإنه يقتل فريسته بالتحديق فيها. تهرب العناكب من الباسيليسك الذي يُعتبر عدوًا لدودًا لها، بينما تُعتبر الديوك الرومية أعداء مميتة له.
وفي رواية هاري بوتر يسكن الباسليك حجرة الاسرار وقد قام بمهاجمة خمسة أشخاص من بينهم هيرمايني جرينجر وقد قام باختطاف جيني ويزلي وقد حرر هاري بوتر جيني ويزلى وقام بمقاتلة الباسليك وقتله.

## إشارات
1. ↑  "Serpent of Slytherin - Harry Potter Wiki" (بالإنجليزية). Retrieved 2014-02-11.{{استشهاد ويب}}:  صيانة الاستشهاد: لغة غير مدعومة (link)
2. ↑  بطاقات مشاهير السحرة